# الموسيقى الأذربيجانية
والفن الموسيقي الغني في أذربيجان له تاريخ من التنمية يرجع تاريخه إلى قرون.وقد أخذت المعلومات الأولى عن هذه الموسيقى من عدد من الآثار من الحفريات الأثرية، لوحات الصخور من غوبوستان (الألفية الثالثة قبل الميلاد الثالث) وجاميغايا (الثالث - I الألفية قبل الميلاد). «كيتابي - ديدي غورغود» (القرن السابع)، نزامي، وقد أبلغت أعمال فوزولي غنية عن الحياة الموسيقية في القرون الوسطى، والأنواع الموسيقية، والآلات الموسيقية.وقد تطور التطور النظري للثقافة الموسيقية في العصور الوسطى، وأداء العلماء البارزين مثل سفيادين أورمافي (القرن الثالث عشر)، وعبد القادر مارغاي (القرن الرابع عشر)، وميرزابيك (القرن السابع عشر)، ومير موسون ناففاب (القرن التاسع عشر)، والمشاكل النظرية للموسيقى الأذربيجانية.وجود عدد من القطع الموسيقية في ملحمة «كيتابي دادا غورغود»، أول نصب أدبي مكتوب، وإنشاء الآلات الموسيقية المختلفة في جميع أنحاء الملحمة، هي دليل واضح على الموسيقى القديمة.

## تاريخ
أول موسيقى مكتوبة لأذربيجان تنتمي إلى القرن الثالث عشر. في القرنين الثالث عشر والخامس عشر، يرتبط تطوير الأفكار الموسيقية النظرية في الشرقين الأدنى والأوسط بأسماء اثنين من العلماء والموسيقيين الأذربيجانيين الكبيرين سفيادين أورمافي 1217 1294 وعبد القادر المراغي 1353-1435.وكتب كتاب «الأدوار» و «الشرفية»، الذي كتبه أورمافي، أسس العلم الموسيقي في أذربيجان وأوجد أساسا لمواصلة تطويره.وقد كان مؤسس تابولاتورا كمؤسس لمدرسة «النظامية» في علم الموسيقى.كان النظام الموسيقية التي أنشأتها أورمافي أفضل نظام مذكرة وتبلتثر من تلك الحقبة.العديد من المشاكل النظرية المعقدة التي تشكل أساس نظرية الموسيقى الشرقية لم يتم تسويتها ووضعها جزئيا، ولكن تم تكرارها في إصدارات مختلفة.والقيمة الرئيسية لهذه المعاهدات هي أهميتها العملية.ويمكن الاطلاع على روايات هذه الحقبة في ابن المراعي الشاب عبد العزيز الجلبي، كتاب ناكفيتيل أدار وابنه محمود الجلبي «ماغزيد الأدوار». واحدة من رؤى مثيرة للاهتمام ظهرت في جنوب أذربيجان في بداية القرن السابع عشر هو ميرزا باي «مذكرة الموسيقى».وخلال سنوات الاستقلال، شارك الملحنون الأذربيجانيون في العديد من المهرجانات الموسيقية، والمسابقات الدولية، والمشاريع الثقافية والموسيقية ذات الشهرة العالمية، ويمثلون الموسيقى الأذربيجانية في جميع أنحاء العالم، وتوسيع فرصهم.

## مقام

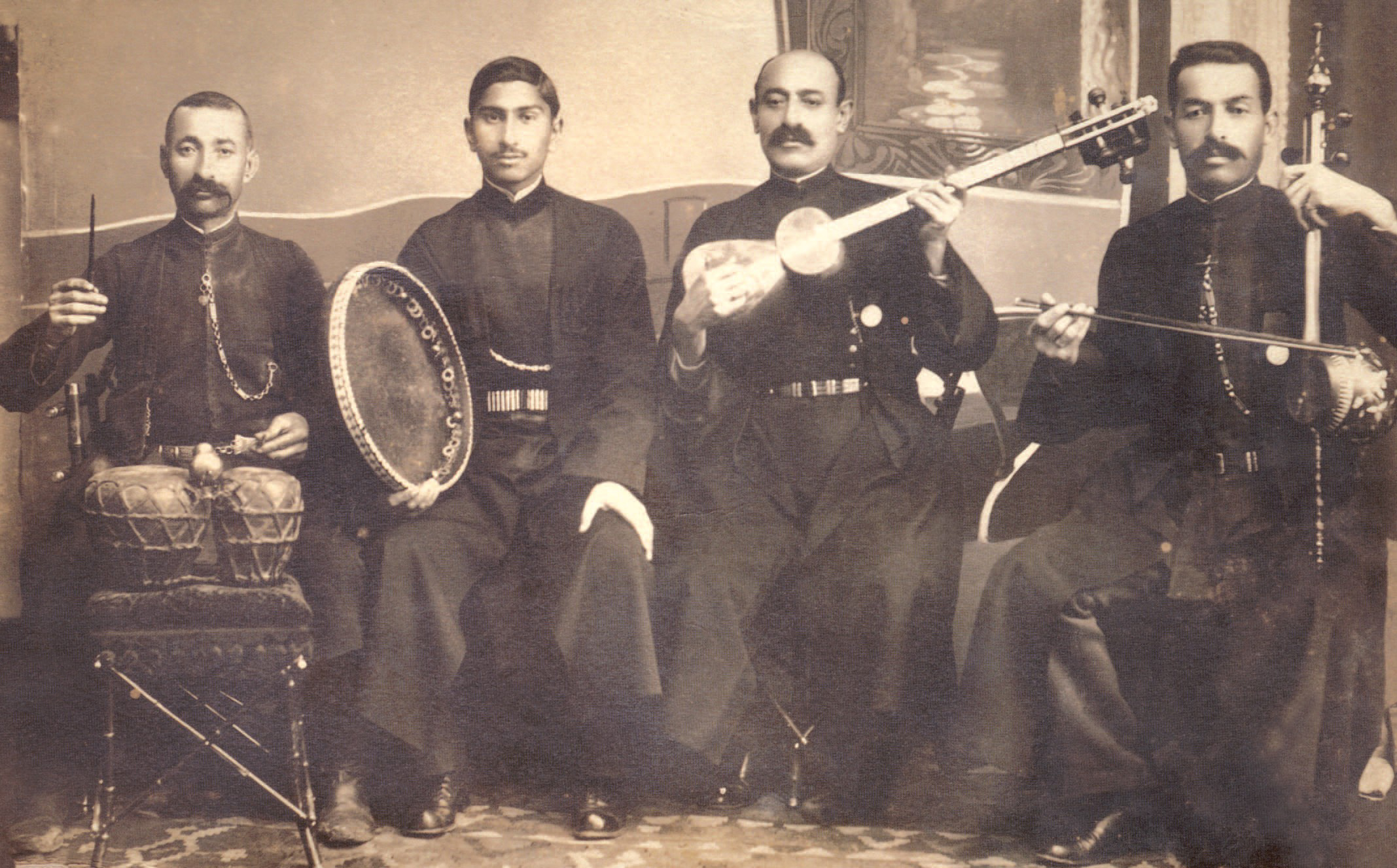

مقام- هو مجمع من الموسيقى، معبرة، ذات معنى عاطفيا، معربا عن التفكير العميق والمري، والإثارة الفنية وتطوير مختلف التعبيرات الموسيقية.منذ العصور القديمة، نمت مقام، وشكلت والكمال نتيجة التطور التدريجي وتطور القرون.في أذربيجان يتم تنفيذ موجام عادة من قبل المغني، يرافقه الثلاثي مقام.وتسمى هذه الفرقة الصوتية فرقة مغام متكاملة متكاملة.داشجة تعني تطور المغام، أي تسلسلها، كل الفصول والأجزاء، وكذلك تسلسل التصنيف واللون أو الطلاق لكل قسم.وتتألف المقاطع المدرجة في تركيبات المغام من إيقاعات صوتية مرتجلة على غرار ريزيتافيت تحدد المحتوى الموسيقي الشعري للعمل.يتم استبدالها بالأغاني وحلقات الرقص مع إيقاع دقيق.وتصنف حلقات الأغنية ويسمى الرقص اللون.الأشكال الضخمة، المتتابعة من موجامز، فضلا عن أدنى التفاصيل من أصغر التفاصيل، متعددة الأبعاد في التعبير عن قدرات التعبير اللحن.على عكس الصوتية - موغام مفيدة، وغالبا ما لا يلعب في اللون.أداء موجام تماما في الصك، ويتطلب فهم شرعية تكوين التكوين كله والمنطق من الانتقال من فرع إلى فرع.وفي عام 2008، أدرجت موجام أذربيجان في القائمة التمثيلية للتراث الثقافي غير المادي لليونسكو.

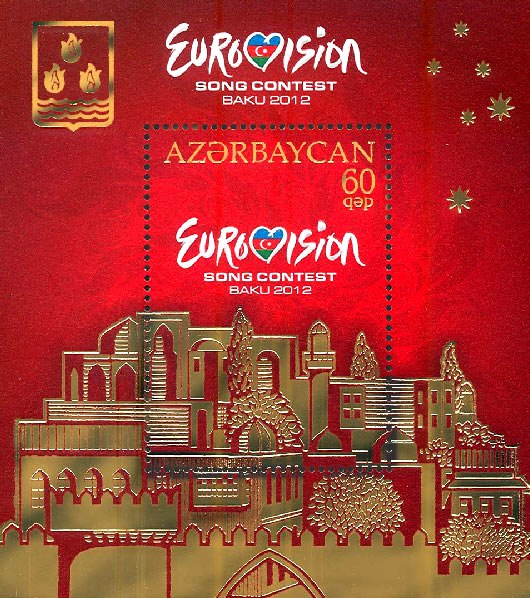

## مسابقة الأغنية الأوروبية في أذربيجان
في عام 2007، أصبحت أذربيجان عضوا في الاتحاد الإذاعي الأوروبي في عام 2008 وشاركت في المسابقة القارية للمرة الأولى في عام 2008.وكان النور حسينوف وسمير جواد زادة يمثلان أذربيجان مع أغنية «يوم بعد يوم» في مسابقة الأغنية يوروفيسيون ال 53 في بلغراد عاصمة بلغراد، وحتل المركز الثامن ب 132 نقطة.في عام 2011، فاز في المسابقة للمرة الأولى في تاريخ أذربيجان.سجل إلدار غاسيموف ونيغار جمال أغنية «خائفة» في مدينة دوسلدورف بألمانيا، مما جعل جميع الدول الأوروبية خلفا لجلب حمى النار.في العام التالي، استضافت العاصمة قاعة كريستال. احتلت المغنية الاذربيجانية سابينا باباييفا المركز الرابع مع أغنية «عندما يموت الموسيقى» في المسابقة حيث فاز المغني السويدي لورين.وللمرة الأخيرة شاركت أذربيجان بنجاح في المسابقة في عام 2013.في المسابقة التي عقدت في مالمو، احتل فريد محمدوف المركز الثاني مع أغنية «عقدني».ومنذ عام 2014، أخفقت أذربيجان باستمرار في المسابقات.في عام 2014، احتلت ديلارا كازيموفا المركز ال 22، إلنور حسينوف المركز ال 12 في عام 2015، وسامرا رحيملي المركز السابع عشر في عام 2016.وستمثل أذربيجان ديانا هاجيفا بأغنية «سكيليتون»، التي ستعقد في كييف في عام 2017.

## أوزيير هاجيبيوف

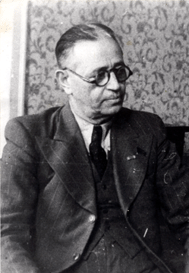

أوزيير هاجيبيوف هو أيضا خالق النوع الكوميدي الموسيقي في أذربيجان.ويستند الملحن على الأغاني الشعبية والموسيقى والرقص في الكوميديا الاجتماعية الكوميديا («الزوج والزوجة»، 1910؛ «ليس هذا»، 1911، «أرشين مال ألان»، 1913).ومنذ نهاية القرن التاسع عشر، تم تنظيم جمعيات ومجتمعات وجمعيات موسيقية في عدة مدن في أذربيجان (محمود أغام من الشماخي، وحارة غولو محمد أوغلو في شوشا، ومير محسن نواباب، ومشادي مالك مانصوروف في باكو).في الثمانينيات من القرن التاسع عشر، «جمعية الموسيقيين» التي أنشأها الخانند الشهير الحاج هوسي، ناقش المشاكل الجمالية للموسيقى والأداء والفن المغام.وشارك في الجمعية المطربون والمطربون المشهورون مشادي جميل أميروف وعبد اللطيف وشوشينسكي وسادخجان وغيرهم.وكان أحد الممثلين البارزين للفن الصوتي شوشا الحاج حوسي، وهو طالب من حارة كول.كان موسيقيا وعالميا يعرف المغامز، ويحسن عددا من المغامرات، ويخلق مغامرات جديدة.كان ميرزا صادق أسد أوغلو لاعب القطران كبيرة من القرن ال 19، وقال انه أعاد بناء التعرفة وأصبح خالق القطران الحديثة.ماشادي زينال مشادي جميل أميروف، شيرين أخوندوف، غوربان بريموف هم أتباع هذه المدرسة.وقد اكتسبت الكوميديا الموسيقية «أرشين مال ألان» (التي لعبت في عام 1913) قدرا كبيرا من شعبيته.موسكو، إسطنبول، نيويورك، باريس، لندن، طهران، القاهرة، بكين، برلين، وارسو، صوفيا، والعديد من اللغات الأخرى تترجم إلى الإنجليزية والألمانية والصينية والعربية والفارسية والبولندية والأوكرانية والبيلاروسية، بودابست، بوخارست وغيرها. في المسارح، على مشهد 120 المسارح، تم فحص مرارا وتكرارا.جلب المغني الرئيسي راشد بهبودوف (1915-1989) هذا العمل شهرة عالمية.فنان الشعب في اتحاد الجمهوريات الاشتراكية السوفياتية راشد بهبودوف كان أداء لا غنى عنه من الأغاني الشعبية والملحن، بلاش من أوبرا «سيفيل» من قبل فكرت أميروف.وكان أيضا خالق ورئيس مسرح «أغنية».آخر أوبرا الشهيرة من قبل هاجيبيوف كان «يلماز»، في عام 1919 في يالتا وللمرة الثانية في عام 1956 في استوديو «أذربيجانفيلم».وتتميز الثلاثينيات من القرن العشرين بعصر جديد من الموسيقى الأذربيجانية.خلال هذه السنوات، جمعيات الأداء الجديدة، الأوركسترا السمفونية (1920، في الوقت الحاضر - أوزيير هاجيبايوف أذربيجان السيمفونية الدولة أذربيجان)، جوقة (1926)، أول أوركسترا الصكوك الوطنية (1931)، فرقة الرقص (1936)، تأسست الجمعية الأذربيجانية للولاية الأذربيجانية (1936) عام 1931 من قبل المجلس العلمي والبحثي (1931) من أجل جمع واستكشاف الموسيقى الشعبية الأذربيجانية في إطار معهد الدولة الأذربيجانية (1936)، اتحاد الملحنين الأذربيجانيين (1934)، المسرح الموسيقي الكوميدي (1938)، البيت الشعبي الإبداعي (1939) تم.

## مسلم ماغوماييف
في العشرينات، استخدم جلاير على نطاق واسع الفولكلور الأذربيجاني وكتب الأوبرا «شهسامم» (1927) على أساس «أشوغ غريب» إبوس.وكانت هذه الأوبرا أول محاولة لخلق أوبرا الكلاسيكية على أساس التركيبات الموسيقية الشعبية الأذربيجانية، والاستفادة من الإنجازات ثقافة الموسيقى العالمية.أوزيير هاجيبيوف خلق الشعبية ضخمة ملحمة البطولية «كوروغلو» (جائزة اتحاد الجمهوريات الاشتراكية السوفياتية، 1941).هذه الأوبرا، المتميزة بحرفيتها العالية وأصالة، ينعكس في الروح الوطنية والعمق النفسي. وقد حقق أوزيير هاجيبيوف التضامن العضوي للميزات الملحن للتعبير الموسيقي من فن الأوبرا الكلاسيكية من نوع وتكوين والزخم والتجويد من الموسيقى الوطنية في الأوبرا «كوروغلو» وخلق تحفة من فن الأوبرا الوطنية.المشاهد الشعبية الضخمة التي تعكس صورة الشعب في أوبرا «كوروغلو»، تم رسم الشخصيات متعددة الأوجه من الأبطال الرئيسيين عضويا إلى خط دراماتيكي من العمل.تم إنشاء صورة كوروغلو من قبل الأداء الكلاسيكي لهذا الدور بلبل.وقد لعبت هذا الدور أكثر من 400 مرة.

## بلبل

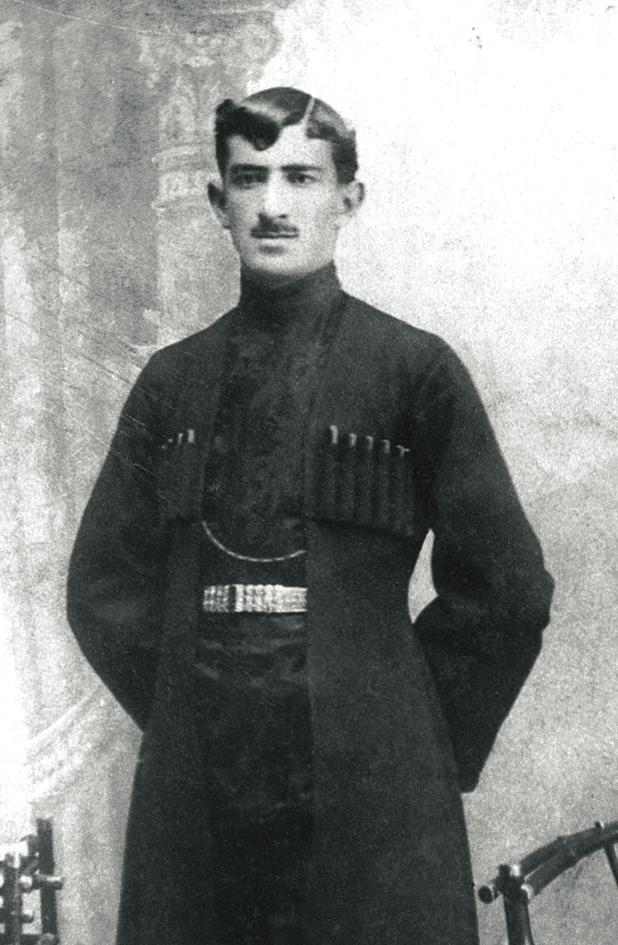

في القرنين العشرين والعشرين، بدأ جيل جديد من الملحنين مهنتهم الإبداعية.لأوركسترا السيمفونية (أوزير هاكبيوف «مارش الاحتفالية»، مسلم ماغوماييف «في صحارى أذربيجان»، «رقص المرأة الحرة»، «أذربيجان راديو النشيد رف-8»)، لأوركسترا الصكوك الشعبية (أوزيير هاجيبيوف 1 و 2 الخيال).البطولات والوطنية في حرب 1941-1945، في أعمال الآلات الموسيقية الشعبية (أوزيير هاجيبيوف، سيد روستاموف)، كارا كاراييف وكالا هاجيف «فاتان» (1945؛ جائزة اتحاد الجمهوريات الاشتراكية السوفياتية عام 1946)، غارا غاراييف، كالال هاجيف الأولى السمفونية (الأمثلة الأولى من النوع السمفونية في الموسيقى الأذربيجانية).أوبرا نيازي «خسرو وشيرين» (1942)، رومانسية أوزيير هاجيبيوف «سينسيز» و «سيفجيلي كنان» هي أيضا منتجات سنوات الحرب.أوزيير هاجيبيوف، مؤسس نوع الغزال الرومانسي الجديد، أدلى بخطبه في أعماله، وترجم إلى أسلوب موسيقي مع الحرفية العالية، وتوليف اللحن كانتيلينا من نوع مع ديكلاماتيون.خلال الحرب الوطنية العظمى، وهذا النوع من النوع يمر مسار التنمية الخاصة التي تلبي متطلبات العصر.في السنوات التي تلت الحرب، الموسيقى الوطنية لديها اتجاه تصاعدي جديد.الموسيقى الأذربيجانية تلعب دورا هاما في كل من أذربيجان والخارج.وقد أصبح الباليه «سبعة بوتيز» غارا غاراييف (1952) مرحلة جديدة في الموسيقى الأذربيجانية.مع «سبعة الجمال»، وقد وضعت الأساس للدراما الموسيقية الجديدة في فن الباليه أذربيجان، ولعب المسرحيات دورا هاما في تطور نوع الباليه.

## رشيد بهبودوف

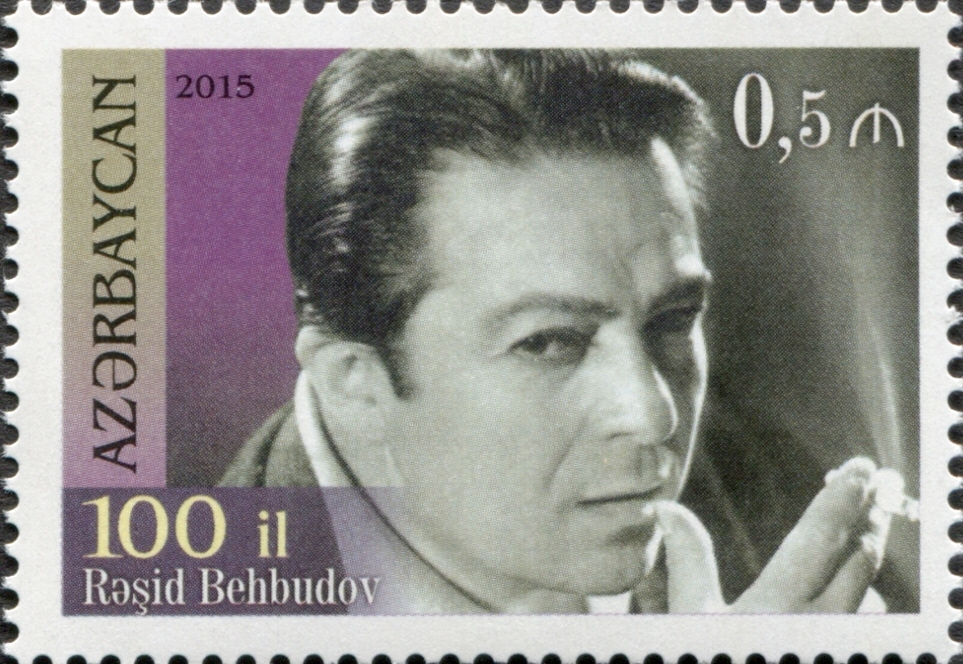

الفنانين الشعبيين رشيد بهبودوف، نيازي، زينب خانلاروفا، مسلم ماغوماييف وغيرها اكتسب شعبية. في عام 1958، فازت المغنية فيدان غاسيموفا، خورمان غاسيموفا (1981، أثينا، الجائزة الثانية من المسابقة الدولية الثامنة (موسكو،) عازفة البيانو بدالبيلي (1967، 1968، لشبونة، البرتغال، الجائزة الأولى)، عازف البيانو الشباب حسينوف، أديغوزلزاده وغيرها. الفائزين في المسابقات المختلفة.